# Disacanthomysis dybowskii
Disacanthomysis dybowskii är en kräftdjursart som först beskrevs av Alexander Nikolaevich Derzhavin 1913.  Disacanthomysis dybowskii ingår i släktet Disacanthomysis och familjen Mysidae. Inga underarter finns listade i Catalogue of Life.